# Adam Chiapponi
Adam Chiapponi , Artistnamn Adam Chia, född 25 september 1987, är en svensk artist, producent och låtskrivare. Född och uppvuxen i Sollentuna. 
Adam framträdde i Melodifestivalen 2006 tillsammans med sin gymnasiekompis Stefan Wesström som utgjorde Rap-gruppen Pandang, men splittrades 2007. Adam har skrivit låten Jag saknar dig som används i filmen med samma namn, i regi av Anders Grönros. Filmen hade premiär hösten 2011. 
Hösten 2014 släpptes debut-EP:n som spelades in och mixades av Linn Fijal på Riksmixningsverket. 
Under 2015 blev produktionerna mer elektroniska så som i låtarna ''Sthlm'' och ''Tråkigt liv''.    
2016 Släpptes ''Jag Ser dig'' ft. Mayka från Death Team.     
2017 släppte han singlarna ''Björnkram'' och Världens undergång under artistnamnet Adam Chia.
Våren 2018 Släppte Adam låten ''Händerna på Google''. East FM snappade fort upp låten och Adam framträdde även i deras youtubekanal. Jan Gradvall skrev om låten i Dagens Industri.
Sommaren 2018 Släpptes låten ''Solglasögon'' i samarbete med Victoria Nilas från bandet HAVET. Låten spelades i P3 hela sommaren på B-rotation.